# Улица Дунаевского (Москва)
У́лица Дунае́вского (с 1928 года до 11 августа 1962 года — Пя́тый Можа́йский переу́лок) — улица в Западном административном округе города Москвы на территории района Дорогомилово.

## История
Улица получила современное название 11 августа 1962 года в память о композиторе И. О. Дунаевском (1900—55), жившем на этой улице. С 1928 года до 11 августа 1962 года называлась Пя́тый Можа́йский переу́лок по близости к Можайскому шоссе. Мемориальная доска композитору И.О. Дунаевскому установлена на доме 27 по Кутузовскому проспекту, от которого начинается улица Дунаевского. На ней - следующие слова: "В этом доме в 1945 - 1955 годах жил и работал выдающийся советский композитор Исаак Осипович Дунаевский".

## Расположение
Улица Дунаевского проходит от Кутузовского проспекта на юго-восток до Резервного проезда, пересекая Студенческую улицу. Нумерация домов начинается от Кутузовского проспекта.

## Примечательные здания и сооружения
По чётной стороне:
- д. 10 — детский сад № 154.

## Транспорт

### Наземный транспорт
По улице Дунаевского маршруты наземного общественного транспорта не проходят. У северо-западного конца улицы, на Кутузовском проспекте, расположена остановка «Улица Дунаевского» автобусов м2, м7, н2, 297, 116, 622, 205, 157, 205, 454, 474, 477, 840.

### Метро
- Станция метро «Студенческая» Филёвской линии — у юго-восточного конца улицы, на Киевской улице.

### Железнодорожный транспорт
- Киевский вокзал (пассажирский терминал станции Москва-Пассажирская-Киевская Киевского направления Московской железной дороги) — восточнее улицы, на площади Киевского Вокзала.
- Станция Кутузово Киевского направления Московской железной дороги — западнее улицы, на пересечении Кутузовского проспекта и Третьего транспортного кольца.